# Гірнича промисловість США
Гірнича промисловість Сполучених Штатів Америки

## Загальна характеристика
Гірнича промисловість США високорозвинена і займає провідне місце у світі (табл. 2—4). У країні добувається понад 100 видів к. к., зокрема залізо, свинець, мідь, ванадій, сурма, молібден, уран, алюміній, цинк, вольфрам, золото і срібло, а з неметалічної сировини — сірка, калій, вапняк, пісок, гравій та інші. Крім вугілля, основні мінеральні енергоносії — нафта і природний газ. Багато які корисні копалини доводиться імпортувати, в тому числі боксити, глинозем, кадмій, хроміт, кобальт, марганець, ртуть, нікель, платину, олово і титан та інш. Попри це частка добувної промисловості в нац. прибутку США порівняно невелика — наприкінці XX ст. вона становила всього 1,3—1,5 %. Аналіз структури імпорту-експорту мінеральної продукції в США за 1975—2000 рр. показує постійне зростання частки її імпорту, що перевищив у 2000 р. в грошовому вираженні 70 млрд дол.
Важливим чинником сучасного розвитку галузі є посилення боротьби із забрудненням довкілля. США забезпечені своєю пром. сировиною і паливом на ~67 % (ФРН — на 30 %, Франція — 25 %, Японія — 5 %, Італія — бл. 1 %). Саме з метою консервації власних ресурсів США імпортують нафту, залізну, мідну, цинкову, калійну руди, сполуки цезію, ніобію, корунд, натуральні техн. і ювелірні алмази, листову слюду, стронцій, талій, торій, ітрій, а також боксити і глинозем, кобальтові руди, плавиковий шпат, марганцеві руди, метали платинової групи, танталові руди. При цьому важливе місце відводиться створенню і підтримці на необхідному рівні стратегіч. запасів.
Табл.1. Економічні показники гірничодобувної промисловості США за 1997 р.
| Показник                     | Корисні копалини | Корисні копалини | Корисні копалини | Всього |
| Показник                     | Вугілля          | Рудні            | Нерудні          | Всього |
| Обсяг поставок, млрд дол.США | 24               | 11,5             | 16,8             | 52,3   |
| Кількість працюючих          | 93000            | 48500            | 97900            | 239400 |
| Число підприємств            | 1511             | 493              | 5344             | 7350   |

Денвер — міжнародний центр базування гірничих компаній. Тут знаходяться штаб-квартири понад 50 великих гірничих компаній. Декілька транснаціональних компаній мають постійні представництва в Денвері: WMC Австралії, AngloGold і Gold Fields ПАРУ, Echo Bay і Golden Star Канади і інш.
У 1995 у США було видобуто корисних копалин вартістю 118,6 млрд дол. Основну частину склав видобуток нафти (31,3 млрд дол.), природного газу (28,8 млрд дол.) і кам'яного вугілля (19,7 млрд дол.).
Наприкінці XX ст. (1998, в дужках — 1997) видобуток мінеральної сировини і виробництво продукції гірничо-металургійної промисловості у США складали (в тис. т): вугілля 1006800 (988800); сталь сира 102000 (98500); Fe-руд товарних 62000 (63000); Al первинного 3700 (3603); Al вторинного 1500 (1530); Cu в рудах і конц-тах 1850 (1940); Cu рафінованої первинної 2140 (2060); Cu рафінованої вторинної 290 (383); Pb в рудах і конц-тах 460 (459); Pb рафінованого первинного 330 (343); Pb рафінованого вторинного 1030 (1040); Zn в рудах і конц-тах 655 (605); Zn рафінованого первинного 245 (227); Mg 117 (125); Ti в прокаті 26,1 (28,2); Mo в рудах і конц-тах 53,5 (60,9); Ni 4,3 16,0; V, витягнутого з хвостів перегонки нафти, в 1996 р. 3,7; Sb первинний 23,0 26,7; Hg повторної 400 (389); Sn повторного 7,9 (7,8); Au (видобуток) 350 (360) т; Au вторинний 100 (100) т; Ag видобуток 2100 (2200) т; Ag вторинний 1700 (1400) т; платиноїдів (видобуток) 14 (11) т.
Загалом обсяг видобутку мінеральної сировини і виробництва продукції гірничо-металургійної промисловості наприкінці XX ст. мав позитивну динаміку і становив у 1998 р. 415 млрд дол. З них негорючих корисних копалин 40,5 млрд дол., в тому числі рудних 10,6 млрд дол. (знижувався), неметалічних 29,5 млрд дол. (збільшувався), вугілля і вуглеводнів 84,26 млрд дол.(знижувався). Імпорт мінеральної сировини і продукції гірничометалургійної галузі в 1998 р. становив 60 млрд дол., експорт 32 млрд дол.
За 1999 р обсяг видобутку мінеральної сировини в США становив 422 млрд дол., в тому числі видобутку негорючих корисних копалин — 39,1 млрд дол. При цьому в порівнянні з 1998 р. обсяг видобутку нерудної сировини збільшився на 0,8 % до 29 млрд дол. і рудного скоротився на 1,3 до 9,8 млрд дол. Імпорт продуктів переробки мінеральної сировини становив 62 млрд дол., руд і концентратів 4 млрд дол. Загальний експорт сировини і продукції становив 33 млрд дол [Mining Eng. (USA). — 2000. — 52, 5. — Р. 33-38].
У 2000 р. обсяг видобутку мінеральної сировини у США становив 440 млрд дол. і мав позитивну динаміку (рудного скорочувався, а нерудного збільшувався). Обсяг виробництва продукції переробки мінеральної сировини становив 429 млрд дол. і промислового виробництва на основі або з використанням мінеральної сировини і продукції його переробки 4790 млрд дол. Імпорт продукції переробки мінеральної сировини оцінювався в 69 млрд дол., імпорт рудної і нерудної сировини — 2,4 млрд дол. Експорт мінеральної сировини і продукції його переробки становив 45,5 млрд дол. в порівнянні з 36,0 млрд дол. за 1999 р [Mining Eng. (USA). — 2001. — 53, № 5. — Р. 33-35].
На межі ХХ-XXI ст. за даними [Горн. ж. — 2002. — № 6. — С. 16—23, 90] у гірничій промисловості США спостерігається серйозний спад в обсязі НДПКР, направлених на вдосконалення і розробку нової техніки і технології, а також в галузі видобутку к.к. та їх переробці (табл. 2), що обумовлено як проблемами економічного зростання всередині США, так і конкуренцією у світовій гірничодобувній і переробній промисловості. Динаміка видобутку основних к.к. та виробництва металів у США на межі ХХ-XXI ст. подана в табл. 2-3.
Таблиця 2. — Динаміка видобутку металів та мінеральної сировини в США
| Мінеральна сировина                                                                                      | 1999          | 2000           | 2001          | Різниця, %      |
| Вартісна оцінка непаливних мінералів, млрд $ США                                                         | 422,0         | 406,5          | 374,0         | -8,00           |
| Вартісна оцінка непаливних необроблених мінералів (млрд $ США), серед яких: - неметалічні - рудні метали | 39,1 28,7 9,4 | 39,4 29,3 10,1 | 39,0 29,9 9,1 | -1,02 2,05 9,90 |
| Вугілля (антрацит, бітум, лігніт), млн т                                                                 | 998,1         | 974,0          | 1 017,3       | 4,45            |
| Сталь (руда), млн т                                                                                      | 97,3          | 101,8          | 90,1          | -11,49          |
| Заводські продукти з сталі, млн т                                                                        | 95,3          | 98,9           | 90,2          | -8,80           |
| Залізні та стальні відлиті вироби, млн т                                                                 | 10,8          | 10,5           | 10,5          | 0,00            |
| Залізна руда (виробництво), млн т                                                                        | 57,8          | 63,1           | 46,3          | -26,62          |
| Залізо (закуплений скрап), млн т                                                                         | 53,0          | 56,0           | 46,0          | -17,86          |
| Алюміній (первинний), тис. т                                                                             | 3 779,0       | 3 668,0        | 2 637,0       | -28,11          |
| Алюміній (вторинний з скрапу), тис. т                                                                    | 1 550,0       | 1 370,0        | 1 250,0       | -8,76           |
| Мідь, тис. т                                                                                             | 1 660,0       | 1 440,0        | 1 340,0       | -6,94           |
| Мідь (первинна рафінована), тис. т                                                                       | 1 890,0       | 1 590,0        | 1 640,0       | 3,14            |
| Мідь (вторинна рафінована), тис. т                                                                       | 230,0         | 208,0          | 150,0         | -27,88          |
| Свинець, тис. т                                                                                          | 505,0         | 457,0          | 450,0         | -1,53           |
| Свинець (первинний рафінований), тис. т                                                                  | 350,0         | 341,0          | 300,0         | -12,02          |
| Свинець (вторинний рафінований), тис. т                                                                  | 1 080,0       | 1 080,0        | 1 030,0       | -4,63           |
| Цинк (видобутий), тис. т                                                                                 | 843,0         | 814,0          | 673,0         | -17,32          |
| Цинк (плавильно-рафінований), тис. т                                                                     | 356,0         | 363,0          | 299,0         | -17,63          |
| Магній, тис. т                                                                                           | н/д           | н/д            | н/д           | -               |
| Титан (партії заводських продуктів), тис. т                                                              | 18,1          | 25,9           | 28,5          | 10,04           |
| Молібден, тис. т                                                                                         | 43,0          | 40,9           | 37,6          | -8,07           |
| Нікель (заводське виробництво), тис. т                                                                   | 0,0           | 0,0            | 0,0           | 0,00            |
| Сурма (первинна), тис. т                                                                                 | 23,8          | 20,9           | 18,0          | -13,88          |
| Ртуть (вторинна), т                                                                                      | н/д           | н/д            | н/д           | -               |
| Олово (вторинне з скрапу), тис. т                                                                        | 16,3          | 15,1           | 10,8          | -28,48          |
| Золото (видобуте), т                                                                                     | 341,0         | 352,0          | 325,0         | -7,67           |
| Золото (вторинне), т                                                                                     | 143,0         | 82,0           | 100,0         | 21,95           |
| Срібло (видобуте), тис. т                                                                                | 2,0           | 1,8            | 1,6           | -11,11          |
| Срібло (вторинне), тис. т                                                                                | 1,5           | 1,7            | 1,7           | 0,00            |
| Метали платинової групи, тис. кг                                                                         | 12,7          | 13,4           | 15,6          | 16,42           |

Таблиця 3. — Динаміка видобутку неметалічної мінеральної сировини в США, тис. т
| Мінеральна сировина                                   | 2000         | 2001         | Різниця, % |
| Азбест                                                | 5            | 5            | 0,0        |
| Барит                                                 | 392          | 400          | 2,0        |
| Бор                                                   | 546          | 650          | 19,0       |
| Бром                                                  | 228          | 204          | -10,5      |
| Цемент                                                | 87 846       | 89 600       | 2,0        |
| Глини                                                 | 40 800       | 40 600       | -0,5       |
| Діатоміт                                              | 677          | 735          | 8,6        |
| Польовий шпат                                         | 790          | 780          | -1,3       |
| Ґранат                                                | 60           | 53           | -11,7      |
| Гіпс (сирий)                                          | 19 500       | 18 800       | -3,6       |
| Йод (тис. кг)                                         | 1 470        | 1 700        | 15,6       |
| Залізо та сталевий шлак                               | 16 300       | 18 000       | 10,4       |
| Кіаніт                                                | 90           | 90           | 0,0        |
| Вапно                                                 | 19 600       | 18 700       | -4,6       |
| Магнієві сполуки (вміст Mg)                           | 370          | 360          | -2,7       |
| Слюда (скрап та пластівці)                            | 101          | 95           | -5,9       |
| Торф                                                  | 755          | 812          | 7,5        |
| Перліт                                                | 672          | 650          | -3,3       |
| Фосфорна руда                                         | 38 600       | 34 200       | -11,4      |
| Поташ (К2О)                                           | 1 300        | 1 200        | -7,7       |
| Пемза                                                 | 697          | 687          | -1,4       |
| Сіль                                                  | 45 600       | 45 100       | -1,1       |
| Пісок та гравій: - будівничий, млн т - індустріальний | 1 120 28 400 | 1 120 28 800 | 0,0 1,4    |
| Сода зольна                                           | 10 200       | 10 300       | 1,0        |
| Сульфат натрію                                        | 491          | 510          | 3,9        |

## Окремі галузі

### Нафто-газовий сектор економіки

#### Видобуток нафти
Видобуток нафти у США в 2000 р. становив 277,2 млн т, 2002 р. — 330 млн т. Потреби в нафті — 1 млрд т. Імпорт нафти в США зростає і на 2003 р становить 10 млн бар/день.
Осн. частина нафти добувається в штатах Техас, Аляска, Луїзіана, Каліфорнія. Фонд нафтодоб. свердловин на кінець XX ст. становив бл. 620 тис., в тому числі бл. 7 тис. морських. Фонтанна експлуатація велася рідко (бл. 5,3 % свердловин), в інших застосовувався насосний спосіб. Найглибша свердловина в історії наф. промисловості США (9583 м) була пробурена в 1974 фірмою «Lone Star Producing» в шт. Оклахома.
У 1985 глибока свердловина (7978 м) пробурена фірмою «Chevron» в шт. Техас. Нафта, що добувається на сх. країни і в районах Сер. Заходу, низькосірчиста і високопарафіниста, в районі Мексиканської затоки — з нафтеновою основою, в південно-зах. районах — високосірчиста з нафтеновою основою, в районі Західного узбережжя — асфальтової основи. Нафта на сх. Техасу високоякісна: густина бл. 830 кг/м3, вміст сірки 0,2 %. Біля половини загального обсягу транспортування нафти і нафтопродуктів здійснюється нафто- і продуктопроводами, інша частина — г.ч. автомобільним і водним транспортом. У 42 штатах США є бл. 460 нафтопереробних заводів загальною річною потужністю бл. 900 млн т, з яких у 1990-х роках працювало тільки бл. 50 %. На початку XXI ст. (2003) рівень завантаження нафтопереробних заводів високий — до 95 %. Осн. продукція заводів — авіаційний і автомобільний бензин, дизельне паливо і мазут.
Експорт нафти зі США заборонений законом. Перспективі нафтодобувні райони — півн. схил Аляски і континентальний шельф в шт. Каліфорнія, де 1/2 запасів припадає на нафтогазове родов. Пойнт-Аргуелло, відкрите в 1981 фірмою «Chevron». З 2002 р. США починає розвідку на нафту і газ в межах Арктичного національного резервату дикої природи (Arctic National Wildlife Refuge, ANWR), територій на схід від родовища Прадхо-Бей (г.ч. прибережних рівнин).

#### Газова промисловість
Газова промисловість США почала формуватися в 1860—1870-х роках. Серед перших підприємств нафтогазової промисловості у Нью-Йорку відкрилось American Metal Climax. (перший етап). Відкриття в 1918—1922 найбільшого родовища Панхандл-Хьюготон було початком другого етапу її розвитку.
Третій етап, що почався після 2-ї св. війни, характерний інтенсивним освоєнням нових районів — затока Кука, Мексиканська затока, та великих глибин, що перевищують 5 км, будівництвом трансконтинентальних газопроводів, створенням і використання підземних газосховищ, перетворенням газової промисловості в одну з провідних галузей. Тривалий час з видобутку газу США займали абсолютне 1-ше місце у світі, а з 1983 тільки 1-ше місце серед промислово розвинених країн. У країні є понад 5 тис. газодоб. компаній. Газ добувають в 34 штатах країни, однак на частку 6 осн. газодоб. штатів — Луїзіани, Техасу, Оклахоми, Нью-Мексико, Канзасу і Каліфорнії припадає бл. 90—95 % видобутку, в на частку Луїзіани і Техасу бл. 70—75 %. Наприкінці XX ст. фонд газодоб. свердловин становив понад 255 тис. і бл. 4 тис. свердловин на акваторіях. У США є понад 420 підземних газосховищ загальною місткістю >215 млрд м3, діє бл. 900 заводів сумарною потужністю з переробки і очищення газу понад 700 млрд м3, які розміщені в 20 штатах (в осн. в Техасі, Оклахомі і Луїзіані). Газопроводи з'єднують всі газові родов. країни з усіма штатами (крім шт. Мен).
Дальність транспортування газу досягає 3,5 тис. км. Газосховища створені в соляних пластах, покинених шахтах, виснажених газових родов., в старих тунелях в 32 штатах країни. Газопровідна мережа країни контролюється бл. 170 приватними компаніями. Крім традиційних джерел газопостачання країни видобувають газ з малопроникних пластів, «синтетичний газ» з бітуминозних пісковиків і сланців, газ за рахунок газифікації вугільних пластів, з високомінералізованих вод, що перебувають під високим тиском. Перспективною є глибоководна розвідка на газ (і нафту) в Мексиканській затоці, на шельфі Каліфорнійського узбережжя, а також на Алясці.
Четвертий (сучасний) етап розвитку нафтогазової промисловості США характеризується активізацією ГРР і видобутку вуглеводній на шельфі зі збільшенням освоюваних глибин. Мексиканська затока є найперспективнішим на великі родов. вуглеводнів регіоном США. Сумарні вірогідні запаси 127 нових родовищ, відкритих за 1990—2000 рр. на глибинах 800—1600 м, складають не менше за 3 млрд т н. е., а прогнозні ресурси глибоководної частини Мексиканської затоки по відомих родовищах — 1.5 млрд т. У 2000 р. тут працювало понад 3600 бурових установок, в тому числі 2304 великих. Біля половини бурових працює в акваторії з глибиною понад 26 м, а 545 — на глибинах понад 55 м. Число глибоководних бурових одиниць — 156. Щорічно у водах затоки бурять 91—94 нових свердловини. З 35 «ультраглибоководних» свердловин (при глибині моря понад 1600 м), що бурилися в середині 2001 р. на всіх акваторіях Світового океану, 14 знаходилося в Мексиканській затоці. У травні 2001 р. у водах затоки був встановлений рекорд морської проходки: судно «Discoverer Spirit» компанії Transocean Sedco пробурило для компанії Unocal розвідувальну свердловину в районі, де глибина моря становила 2955 м. Інший рекорд буріння був встановлений ранньою весною 2001 р.: платформа «Transocean Marianas 1», що працювала для корпорації Chevron в районі з глибиною моря 1464 м, закінчила проходку свердловини Посейдон кінцевою глибиною 9074 м від дна затоки.
У 2003 р. BHP Petroleum (Americas) Inc. повідомило, що в Мексиканській затоці на раніше не розвіданій північній частині структури Атлантіс виявлені нафтогазопродуктивні шари. Свердловиною Atlantis-6 розкрита нафтоносна зона сумарною потужністю 82 м (ефективна потужність 62 м) і газоносна зона — 49 м (27 м). Передбачається, що перша нафта тут буде видобута в ІІІ кв. 2006. Родовище Атлантіс буде розроблятися за допомогою заякореної напівзануреної добувної платформи сумарною проектною потужністю 150 тис. бар./добу нафти і 5.1 млн куб.м/добу газу. При проектуванні платформи передбачене подальше розширення її потужності [Oil and Gas Journal. 2003. V.101].
Інформаційне енергетичне агентство США (Energy Information Administration — EIA), передбачає збільшення споживання всіх видів енергії у США до 2020 р. на 32 %. При цьому власний видобуток нафти за 20 років впаде з 5.8 млн бар./добу (290 млн т/рік) в 2000 р. до 5.5 млн бар./рік (275 млн т) у разі високих темпів економічного розвитку і до 4.6 млн бар./рік (230 млн т) — якщо темпи розвитку будуть низькими.
США має потужну мережу трубопроводів, якими транспортуються сира нафта, нафтопродукти і природний газ. Вона почала споруджуватися ще на початку 20 ст. У середині 1980-х років трубопроводи забезпечували до 25 % вантажопотоків, однак до середини 1990-х років цей показник знизився до 18 %.

### Вугільна промисловість
США за видобутком кам. вугілля займає 2-ге місце у світі після Китаю (2001). Динаміка видобутку кам'яного вугілля в США (млн т): 1990 — 854; 1994 — 858; 1998 — 936; 1999 — 920; 2000 — 916; 2001 — 899 [Локер С., 2000, Лондон; Є.Кіцкі, 2002]. За оцінками середнє річне зростання видобутку у вугільній промисловості США до 2020 р. становитиме 0,9 % [Coal Int. — 2000. — 248, № 5. — Р. 191—193, 195—197].
Вугільна промисловість США веде свій початок з 60-х рр. 19 ст. У 1920 вугілля становило бл. 80 % енергобалансу країни, а в 1993 — лише 19,6 %. Видобуток вугілля скоротився з 597 млн т в 1920 до 394 млн т в 1960. Потім внаслідок технологічного переозброєння, що дозволило знизити собівартість вугілля, і в зв'язку з підвищенням цін на нафту в 1970-х роках вуглевидобуток знову зріс до 1029 млн т в 1990, а в 1996 становив 1056 млн т. В 1947 зафіксовано макс. видобуток — 624 млн т, далі він коливався, а з 70-х рр. XX ст. зростав. У кін. 80-х рр. США мали найбільший видобуток вугілля в зах. світі. За всі роки пром. розробки в США видобуто з надр понад 60 млрд т вугілля. В країні діє бл. 3000 вугледоб. компаній, але частка 89 з них становить понад 80 % видобутку. Осн. вугледоб. райони: штати Кентуккі, Зах. Вірджинія, Вайомінг. Буре вугілля добувають в осн. в штатах Техас і Півн. Дакота, антрацит — в Пенсильванії. Наприкінці XX ст. діяло бл. 1700 шахт (сер. показник по шахті 187 тис. т на рік). Підземним способом видобувалося бл. 40 % вугілля. Розробляються пологі пласти в осн. потужністю понад 1,1 м (сер. потужність бл. 1,6 м) на глиб. до 300 м. Шахти г.ч. негазові. Розкриття шахтних полів в осн. здійснюється штольнями і похилими стовбурами. Переважаюча система розробки камерно-стовпова з обваленням покрівлі. На виїмці вугілля і проходці використовуються коротковибійні комбайни. Виїмка ведеться і комплексами очисного обладнання (бл. 20 % видобутку шахт). Наприкінці XX ст. в США діяло 1660 вугільних кар'єрів, середньорічний видобуток кар'єру становив 290 тис. т. Основні способи збагачення вугілля: відсадка (48 %), важкосередовищна сепарація (32 %), флотація (5 %). Розвиток видобутку вугілля пов'язується зі зростанням споживання його ТЕС.
Основні показники роботи вугільної промисловості США у наприкінці XX ст. (1999) склали (в млн т): видобуток — 992,2; споживання — 944,2, в тому числі для виробництва електроенергії 854,9; запаси на кінець року 163,5; експорт 53,1; імпорт 8,2. По штатах видобуток вугілля становив (в млн т): Алабама — 17,7; Кентуккі, східні райони — 99,6; Меріленд — 3,4; Огайо — 20,4; Пенсильванія — 69,2, в тому числі антрациту 4,4; Теннессі — 2,7; Вірджинія — 28,9; Західна Вірджинія — 141,8; Арканзас менше 50 тис. т; Іллінойс — 36,6; Індіана — 30,8; Канзас — 0,4; Кентуккі, західні райони — 26,8; Луїзіана — 2,7; Міссісіпі менше 50 тис. т; Міссурі — 0,4; Оклахома — 1,5; Техас 48,2; Аляска — 1,5; Аризона — 10,7; Колорадо — 27,2; Монтана — 7,3; Нью-Мексико — 27,0; Північна Дакота — 27,5; Юта — 22,4; Вашингтон — 3,7; Вайомінг — 303,8 [Mining Eng. (USA). — 2000. — 52, 5. — Р. 48—53].

### Уранова промисловість
США — один з найбільших в західному світі виробників ядерної сировини. Видобуток паливного урану в перерахунку на U[3]О[8] у 2000 становив 1,7 тис. т. У 2002 р. виробництво урану в США становило 923 т.
Перший завод з випуску збагаченого урану в США збудовано в 1942—1943 рр. У 1944—1945 в Ок-Ріджі (шт. Теннессі) було споруджено ще 3 підприємства. Для розділення ізотопів урану використовувалися магнітна сепарація, газова і термічна дифузія. Сучасний етап розвитку уранової промисловості США почався з прийняттям в 1946 закону про атомну енергію, коли широко розвернулися пошуково-розвідувальні роботи на уран. Були відкриті родов. Амброзія-Лейк, Гас-Гіллс і Шерлі-Бейсін. Високого рівня виробництво уранових концентратів в США досягло в 1980, коли діяло понад 20 гірничо-збагачувальних фабрик. У кінці XX століття основні райони видобутку уранових руд знаходяться в штатах Нью-Мексико, Вайомінг, Юта, Колорадо і Техас. Розробка ведеться відкритим і підземним способами. Бл. 30 % урану добувають підземним вилуговуванням. Крім того, уран вилучають з фосфорної кислоти і відходів мідного виробництва.

### Залізо
Видобуток зал. руди в США в 2-й половині XX ст. характеризувався тенденцією до зниження. У 1993 бл. 12 % спожитого в країні залізняку склав імпорт, головним чином з Канади, Бразилії і Венесуели (в 1950 — 8 %). Ця тенденція збереглася і на початку XXI ст. Видобуток Fe — руд у США в 2001 р. (в дужках за 2000 р.) становив (в млн т): 45,8 (63,1); [Mining J. — 2002. — 339, № 8693. — Р. 25—27]. Центр видобутку зал. руди — район Месаб в бас. Верхнього озера, де розташовано 8 кар'єрів. Більшість запасів високосортних руд (з середнім вмістом заліза 50—58 %) сьогодні вже відпрацьована. Розробка введеться підземним і відкритим (переважно) способами. Коеф. розкриву 0,18—1,46. Руда містить 18—40 % заліза, частіше 20—25 %. Обсяг видобутку руди 210,85 млн т/рік (1999). Руда збагачується, потім обкочується. На котуни припадає 86 % всього виробництва залізорудної продукції — 64,8 млн т/рік (1999). Середній вміст заліза в товарній руді 64,2 %.
У 1999 р. в США діяло 9 потужних ГЗК, які разом з трьома канадськими ГЗК виробляли основний обсяг залізорудного продукції Північної Америки. Існує тенденція до зростання видобутку залізної руди і виробництва котунів. За висновками експертів подальший розвиток ГЗК США в XXI ст. приведе до їх перетворення у гірничо-металургійні комплекси, на яких будуть вироблятися котуни з наступним їх прямим відновленням в залізо і одержанням високоякісної сталі без доменного процесу. Експерти прогнозують загальний розвиток видобутку та первинної переробки Fe-руд в США в перший період XXI ст. За оцінками, відбудеться збільшення виплавки сталі в країні від 98 млн т у 1998 р. до 114 млн т в 2010 р. При цьому попит на залізорудні котуни зменшиться, що обумовлено прогнозованим зменшенням конвертерної виплавки сталі від 54 до 50 млн т і збільшенням виробництва сталі в електропечах від 44 до 64 млн т.
У 2000 р. видобуток Fe-руд і виробництво первинної продукції на провідних 12 гірничих підприємствах, 10 збагачувальних фабриках і 10 заводах залізорудних котунів оцінювалися в 1,7 млрд дол. [Mining Eng. (USA). — 2001. — 53, № 5. — Р. 35—37].

#### Титан
За видобутком титанової сировини США займають провідне місце серед промислово розвинених країн, поступаючись лише Австралії і Норвегії. Ільменіт добувають в штатах Нью-Йорк, Флорида, Джорджія, Теннессі, Нью-Джерсі, а рутил — у Флориді, Джорджії і Теннессі. Для видобутку титанової сировини в піщаних кар'єрах використовуються землесосні драги. Збагачення — гравітаційним способом.

#### Боксити
Видобуток бокситів ведеться в США з 1889. Значне збільшення обсягу видобутку припадає на 1940—1970. У країні діють бокситові рудники в штатах Арканзас, Алабама і Джорджія. Переважає відкритий спосіб розробки. Для алюмінієвої промисловості США імпортують боксити і глинозем.

#### Золото
Видобуток Au в США у 2000 р. становив 340 т [Mining Eng. (USA). — 2001. — 53, № 5. — Р. 37—38]. США — один з провідних світових продуцентів золота, яке добувають з корінних родов. руд дорогоцінних металів, руд кольорових металів, зокрема міді, розсипів. Головні райони видобутку: штати Невада, Півд. Дакота, Юта, Монтана. Рудники мають обсяг переробки руди 500 тис.т — 3 млн т. Збагачують золоті руди г.ч. ціануванням, застосовують також флотацію і вилуговування.
Наприкінці 20 ст. великі золотодобувні підприємства США: Carlin компанії Newmont Mining, Betze Post компанії Barrick Gold, Cortez компаній Placer Dome (60 %) і Rio Tinto (40 %), Twin Creeks компанії Newmont Mining, Meikle компанії Barrick Gold, Round Mountain компаній Echo Bay (50 %) і НМ (25 %), Fort Knox компанії Kinross, Bingham Canyon компанії Rio Tinto, Jerritt Canyon компаній AngloGold (70 %) і Meridian (30 %), Homestake компанії Homestake Mining, Lone Tree компанії Newmont Mining, Pikes Peak компанії Minorco, Bullfrog компанії Barrick Gold, Getchell компанії Getchell Gold, McCoy/Cove компанії Echo Bay, Golden Sunlight компанії Placer Dome, Mesquite компанії Newmont Mining, Bald Mountain компанії Placer Dome, McLaughlin компанії Homestake Mining.
За станом на 1998 р. видобуток Au на найбільших золотодобувних підприємствах США становив (в кг): Carlin компанії Newmont Mining 49018; Betze Post компанії Barrick Gold 46623; Cortez компаній Placer Dome (60 %) і Rio Tinto (40 %) 35364; Twin Creeks компанії Newmont Mining 29112; Meikle компанії Barrick Gold 26344; Round Mountain компаній Echo Bay (50 %) і НМ (25 %) 15863; Fort Knox компанії Kinross 11912; Bingham Canyon компанії Rio Tinto 11384; Jerritt Canyon компаній AngloGold (70 %) і Meridian (30 %) 10824; Homestake компанії Homestake Mining 8616; Lone Tree компанії Newmont Mining 8025; Pikes Peak компанії Minorco 7154; Bullfrog компанії Barrick Gold 6469; Getchell компанії Getchell Gold 5443; McCoy/Cove компанії Echo Bay 5194; Golden Sunlight компанії Placer Dome 4914; Mesquite компанії Newmont Mining 4790; Bald Mountain компанії Placer Dome 4043; McLaughlin компанії Homestake Mining 4012. На комплексі підприємств Carlin в порівнянні з 1997 р. видобуток і переробка руд скоротилися від 56,4 до 36,5 млн т зі зниженням загального видобутку Au на 6998 кг. На підприємстві Meikle видобуток Au збільшується від 17023 (1997) до 26344 (1998) кг, на підприємстві Cortez на 180 % [World Gold (Gr. Brit.). — 1999. — 2, 5].
У штаті Аляска США і території Юкон Канади основні роботи на золото сконцентровані поясі Тінтіна протяжністю 2100 км вздовж розлому Тінтіна. У штаті Аляска на золотоносному поясі діють золотодобувні підприємства Fort Knox в районі Фербанкса і Nixon Fork. Перше було введене в експлуатацію компанією Kinross Gold в 1997 р. із видобутком до 15550 кг/рік. У 1999 р. компанія придбала нові поля Fort Knox родов. Трю Норт з ресурсами Au 40,4 т і Райан Лоуд з ресурсами Au 74,6 т. Загалом прогнозні ресурси Au на площі розвідувальних робіт компанії в районі Фербанкса оцінюються в 311 т. Компанія Placer Dome планує роботи на родов. Донлін Крік, ресурси якого 357,7 т Au; Ventures Resource — на родов. Флет; NovaGold і Cominco — на родов. Шотган [Metal Bull. Mon. — 1999. — Aug. — З].
За станом на 2002 р. золотодобувна компанія США Newmont Mining стала найбільшою у світі з видобутку Au після поглинання австралійської Normandy Mining з найбільшим акціонером останньої, Franco-Nevada Mining. Основні характеристики об'єднаної компанії (в дужках дані по компаніях Newmont, Normandy і Franco-Nevada) складають: запаси Au в надрах 3017,0 (2052,8, 808,7 і 124,4) т; видобуток Au 267,5 (180,4, 74,6 і 9,3) т; касові витрати на 1 г Au 5,63 (5,76, 5,14 і 7,33); загальні витрати на 1 г Au 6,98 (6,72, 7,20 і 9,36). [Mining Mag. — 2002. — 186, № 3. — Р. 140—141].

#### Мідні руди
Пром. розробка покладів мідних руд в США ведеться з 19 ст. Бурхливе її зростання відмічалося після 2-ї світової війни. Після 1973 (1,6 млн т. по металу) видобуток скоротився. Наприкінці XX ст. в розробці було 32 родовища; 28 мідних рудників забезпечували 97 % всього видобутку. США займали одне з провідних місць у світі з виробництва мідної сировини.
За оцінкою Геологічної служби США в 2000 р. (в дужках дані за 1999 р.) США видобуто 1600(1660) тис. т Cu в руді (2-ге місце після Чилі), у світі видобуто 13,082(12,6) млн т. Виробництво Cu в рудах і конц-тах у 2000 р. в порівнянні з 1999 р. скоротилося на 8 %. Для розвитку мідної промисловості США характерне поступове вироблення покладів багатих руд і залучення до експлуатації бідних руд. Головні райони видобутку і переробки мідних руд: штати Аризона, Нью-Мексико, Юта, Монтана, Невада, Колорадо, Мічиган. Осн. обсяг видобутку забезпечує розробка покладів низькосортних руд з поверхневим заляганням, здійснювана відкритим способом. Поширена технологія вилучення міді вилуговуванням (в надрах, купчастого і в спец. пристроях), яка дозволяє виділяти мідь з сировини із вмістом металу менше 0,4 %. На збагач. фабриках переважає метод флотації.
У США на багатьох мідних рудниках штату Аризона, а також штатів Невада, Нью-Мексико і Юта діють установки вилуговування і рідинної екстракції міді (технологія SX-EW) загальною потужністю понад 600 тис. т. Найпотужніша (250 тис. т) установка на руднику Моренсі експлуатується з 1980 р. Установки на рудниках Тайрон (74 тис. т) і Чіно (50 тис. т) пущені в 80-х роках. Використовують технологію SX-EW і ряд менших підприємств.

#### Нікель
Видобуток нікелевих руд ведеться на руднику «Нікел-Маунтін» в шт. Орегон річною потужністю бл. 15 тис. т (по металу). Видобуток ведеться відкритим способом. Осн. к-ть рафінованого нікелю виробляється з імпортного штейну. Гол. постачальники: Канада, Австралія, Норвегія, Ботсвана.

#### Платиноїди
За оцінкою Геологічної служби США в 2000 р. (в дужках дані за 1999 р.) в США видобуто 3(2,9)т Pt (4-те місце після ПАР, Росії та Канади), у світі — 161(168) т Pt. За іншими даними [Mining Eng. (USA). — 2001. — 53, № 5. — Р. 37—38] видобуток платиноїдів у США у 2000 р. становив: Pt — 3; Pd — 10 т. Платиноїди вилучають г.ч. попутно в невеликому обсязі при рафінуванні міді.
Осн. джерело отримання цих металів — запаси, укладені в мідних родов. зах. штатів; незначна к-ть добувається з розсипів Аляски.
Загалом США з пуском підприємства Іст-Боулдер займають з виробництва платиноїдів 3-тє місце у світі після (після ПАР, Росії і Канади).
На початку XXI ст. на платино-паладієвих родов. в комплексі Стіллуотер (шт. Монтана) розробляються г.ч. ділянки з 23-25 г/т платиноїдів. Середній вміст попутного нікелю — 0.24 %, міді — 0.14 %. Риф J-M розробляється рудником Стіллуотер підземним способом.
Компанія Stillwater Mining завершує будівництво підземного рудника Іст-Боулдер. У 2000 р. з руд родов. Стіллуотер отримано 10.3 т паладію і 3.1 т платини (всього 13.4 т проти 12.7 т в 1999 р). Відпрацьовувався інтервал продуктивного рифу протяжністю майже 8 км. У 2001—2002 рр., після введення в експлуатацію рудника Іст-Боулдер, видобуток руди досягає 1400—1500 тис. т на рік, а виробництво МПГ — 31 т. До 2003—2004 рр. планується підняти випуск платиноїдів до 40 т [Mining Magazine. 1999. V.181, № 5.].
У США розвинуте повторне виробництво платини і паладію (бл. 70 % усього їх випуску в західному світі), яким займаються 30 фірм. США — великий імпортер металів платинової групи (бл. 100 т річно наприкінці XX ст.). Осн. постачальники його на амер. ринок: ПАР, Велика Британія.

### Поліметали
Пром. розробка покладів свинцево-цинкових руд в США ведеться з 2-ї половини 19 ст. Особливо високі темпи розвитку видобутку були характерні для 1900—1920-х рр., коли країна перетворилася в найбільшого продуцента цієї сировини. Після Другої світової війни видобуток свинцевих руд в США досяг макс. рівня в 1974 (616 тис.т по металу), в подальші роки відмічалася тенденція до його спаду. Макс. рівень видобутку цинкової сировини був досягнутий в 1943 (675 тис. т). Наприкінці XX ст. США були в числі найбільших країн-продуцентів свинцево-цинкової сировини в зах. світі. Видобуток цинкових руд ведеться г.ч. в шт. Теннессі (40 %), а також в штатах Міссурі, Нью-Йорк, Пенсильванія і Нью-Джерсі. 25 рудників забезпечують 98 % всього видобутку. З 1982 діє найбільший в країні рудник «Елмвуд-Гордонсвілл» (шт. Теннессі) зі збагач. фабрикою потужністю 47 тис. т/рік цинкового концентрату (по металу). На збагач. фабриках використовується метод селективної флотації.
У 2000 р. виробництво Pb склало 450 тис. т, Zn — 860 тис. т [Mining Eng. (USA). — 2001. — 53, № 5. — Р. 37—38]. З свинцевих руд видобувають бл. 85 % всього свинцю, з комплексних свинцево-цинкових 5-7 %, іншу к-ть отримують при розробці поліметалічних, срібних, цинкових і інш. руд. США також імпортує свинцеві концентрати. Перспективи розвитку свинцево-цинкової промисловості пов'язані з освоєнням родов. на Алясці — Ред-Дог і Ґрін-Крік.
За видобутком срібних руд США займають провідне місце у західному світі. Наприкінці XX ст. у країні діяло бл. 170 підприємств, причому 10 рудників продукували бл. 2/3 срібла. Близько 1/3 срібла отримували як попутний компонент при розробці руд кольорових металів. На 5 штатів припадає 90 % всього виробництва срібла: Айдахо (Ґаліна), Монтана, Юта, Аризона, Невада. Головний район видобутку руд — Кьор-д'Ален (шт. Айдахо).
У 2000 р. видобуток Ag в США становив 2,1 тис. т [Mining Eng. (USA). — 2001. — 53, № 5. — Р. 37—38]. США і Японія є лідерами використання срібла в промисловості і фотографії. У 2000 р. частка США в споживанні срібла промисловістю світу становила 24.9 %. У США в 2000 р. на промислові потреби було витрачено 2928 т срібла (в 1999 р. — 2757 т).

#### Берилій, ванадій, бісмут, ґалій, ґерманій, індій, кадмій, кобальт
Розробка покладів берилієвих руд (низькосортного бертрандиту) здійснюється в Спьор-Маунтін в шт. Юта. Видобуток ванадієвих руд зосереджений в 3-х штатах: Колорадо, Юта і Айдахо, де їх добувають попутно з фосфоритами. Значну кількість ванадію (бл. 40 %) отримують з нафти на різних стадіях її переробки і використання. Практично весь бісмут в США отримують як побічний продукт при виробництві свинцю. Приблизно 90 % потреб США по бісмуту задовольняється імпортом. Ґалій отримують як побічний продукт цинкового виробництва та при переробці бокситів. Ґерманій добувають з цинкових відходів, металобрухту та імпортної сировини. США — один з найбільших у зах. світі виробників індію (бл. 3 т/рік). Отримують його при переробці місцевих та імпортних цинкових концентратів, а також як побічний продукт при виробництві інш. металів. В США одержують первинний кадмій. Кобальт г.ч. (90 % потреб) імпортують.

#### Лантаноїди, ітрій
США — найбільший в зах. світі продуцент і споживач лантаноїдів. Інший продукт, віднесений в США до групи рідкісноземельних елементів (РЕ), — ітрій, — добувають з імпортної сировини. До 60-х рр. переробляли монацит (шт. Каліфорнія, Флорида, Колорадо, Джорджія, Айдахо і Півд. Кароліна), а в кін. XX ст. бл. 50 % всіх РЕ добувають з бастнезиту (Каліфорнія). Бастнезитові родов. розробляють відкритим способом.

#### Літій
Основу літієвої сировинної бази США складають сподуменові пегматити Півн. і Півд. Кароліни та ропа підземного оз. Сілвер-Пік. Великі ресурси цієї сировини виявлені також в оз. Солтон-Сі і у Великому Солоному озері. США добувають бл. 80 % літієвої сировини зах. світу.

#### Молібден
Виробництво Mo в рудах і конц-тах у 2000 р. склало 230 млн дол. [Mining Eng. (USA). — 2001. — 53, № 5. — Р. 35-37]. Значну к-ть молібденової сировини в США отримують як побічний продукт при переробці мідних, вольфрамових і уранових руд. Нараховується понад 20 рудників, продукція яких містить молібден. У країні є заводи з переробки молібдену в триоксид молібдену, з якого отримують феромолібден, молібденовий порошок і різні сполуки. Див. Куеста-II.

#### Реній
Реній в США почав продукуватися з молібденових руд у 1942 в лабораторіях університету м. Теннессі. У пром. масштабах його випуск був налагоджений в 1954 фірмою «Kennecott Copper Со», а потім інш. фірмами. Потужності з випуску ренію в США бл. 9 т/рік.
Ртуть. В останні десятиліття XX ст. США — один з найбільших в зах. світі виробників ртуті. Діють 3 ртутних рудники (шт. Каліфорнія та ін.). Разом з тим, бл. 60 % потреб країни задовольняється імпортом.

#### Рубідій і цезій
Рубідій і цезій в США отримують з ліпідоліту і полуциту. Шлами, що утворюються при електролітичному рафінуванні міді, є сировиною для отримання рафінованого селену.

#### Стибій
Стибій в США добувають як з сурм'яних (стибієвих) руд, так і як побічний продукт при виробництві кольорових металів і срібла. Частина потреб США в сурмі задовольняється переробкою вторинної сировини. Власним виробництвом США покриває тільки бл. 5 % потреб у сурмі, інше імпортується.

#### Тантал і ніобій
Країна практично повністю залежить від імпорту танталу і ніобію, які ввозяться в осн. у вигляді концентратів, титанового шлаку, фероніобію і феротанталу. Переробкою тантало-ніобієвої сировини займається понад 10 фірм.
Стратегічні запаси ніобію США в середині 90-х років становили сумарно 876 т (в перерахунку на метал), в тому числі 20 т чистого металу, 163 т — у фероніобію, 313 т — в пірохлоровому концентраті, близько 380 т — в некондиційних концентратах. Фактичний рівень стратегічних запасів ніобію в США до кінця 1990-х років становив лише 32—34 % кількості, передбаченого постановою конгресу США (за розрахунками експертів Гірничого Бюро США, стратегічні запаси, що забезпечують безпеку країни, оцінюються в 2500 т у перерахунку на ніобій).

#### Цирконій і гафній
Цирконій і гафній в США одержують як побічний продукт при збагаченні титанових мінералів. Наприкінці 20 ст. в США було 32 фірми, що виробляли цирконієві продукти і 2 продуцента гафнієвої продукції.

#### Кремній
Виробництво металевого кремнію і сплавів у 2000 р. склало 420 млн дол. [Mining Eng. (USA). — 2001. — 53, № 5. — Р. 35-37].

#### Вольфрам
Видобуток вольфрамових руд в США почався в 1898 і наприкінці XX ст. в осн. здійснювався підземним способом. Розробляли 3 родов. вольфрамових руд: Норт-Форк, Бішоп та КенТанґ (CanTung). З 1994 видобуток вольфраму в США не здійснюється. Припинення гірничого виробництва було пов'язане з відносно низькою рентабельністю рудників, викликаною несприятливою світовою кон'юнктурою. При цьому гірничодобувні підприємства в США не ліквідовані, а законсервовані, і видобуток на них у разі зміни ринкової ситуації може поновитися. Станом на 2000 р в США є два підприємства з переробки вольфрамового концентрату: завод з виробництва карбіду вольфраму компанії Kennametal в м. Фаллон (шт. Невада) і вольфрамопереробне підприємство компанії Osram Sylvania в м. Товонда (шт. Пенсильванія).
Разом з тим, США — провідний світовий продуцент і споживач вольфраму (табл. 4). Компанії-виробники вольфраму: Avocet Tungsten, Osram Sylvania, Kennametal, OMG, Nanodyne Inc, Praxair, Inc. і Advance Research Chemicals, Inc. У 1999 р США споживали 19,8 % вольфраму у світі, а у 2000 р споживання вольфраму продовжувало рости і перевищило 21 % склавши 14.7 тис. т . У 1999 р. частка США в світовому імпорті вольфрамових руд і концентратів становила 36.1 %, карбіду вольфраму — 20.3 %, металевого вольфраму — 14.5 %. Головними постачальниками вольфрамових продуктів в США є Китай і Росія. Їх частка в імпорті в 1998 р. становила 64.5 %, в 1999 р. — майже 71 %, в 2000 р. — 65.1 %. Майже весь імпорт вольфрамової сировини (95 %) забезпечили шість країн: Китай (29 %), Португалія (21 %), Болівія (19 %), Росія (17 %), Перу (5 %) і Руанда (4 %).
Таблиця 4. — Динаміка виробництва первинного вольфраму в США, т.
| Продукт                                    | 1996 | 1997 | 1998 | 1999 | 2000 |
| Первинний вольфрам, усього                 | 7810 | 8300 | 9630 | 8500 | 9470 |
| в тому числі: порошок металевого вольфраму | 3720 | 3410 | 4600 | 4540 | 4980 |
| порошок карбіду вольфраму                  | 4090 | 4890 | 5030 | 3960 | 4490 |

У 2002 р недіючий з 1986 р рудник на вольфрамовому родовищі CanTung відновлює виробництво концентрату в кількості 300 тис. т/рік [Metal Bull. — 2002. — № 8640. — Р. 8]. Компанія Tungsten Corp. (США) розраховує повернути руднику рейтинг найбільшого виробника високоякісного вольфрамового концентрату в західному світі. Родовище знаходиться на Юконі за 310 км на північний схід від Watson Lake (Аляска).
Таблиця 5. Видобуток спеціальних металів у США, млн т.
| Метал                              | 2000   | 2001   | 2001/2000, % |
| Стибій                             | н/а    | 300    | -            |
| Берилій                            | 180    | 180    | 0,0          |
| Кадмій (рафінувальне виробництво)  | 1 890  | 1 400  | -25,9        |
| Кобальт (вторинний)                | 2 550  | 2 500  | -2,0         |
| Ґерманій (рафіновані продукти), кг | 23 000 | 20 000 | -13,0        |
| Рідкісно-земельні оксиди           | 5 000  | 5 000  | 0,0          |
| Реній, кг                          | 12 600 | 9 700  | -23,0        |

### Видобуток гірничохімічної сировини
Видобуток гірничохімічної сировини в США дуже розвинений. За найважливішими видами гірничо-хім. сировини (фосфати, борати, сірка самородна, барит і інш.) США займають 1-ше місце у зах. світі. Основний район видобутку фосфоритів (93-95 %) — Східно-Американська фосфоритоносна провінція. Тут, в штатах Флорида і Півн. Кароліна, на родовищах фосфоритових галечників Берегової Атлантичної рівнини США діє понад 20 рудників, де видобуток ведуть відкритим способом. Фосфатну руду драґлайнами переміщують в зумпфи, де її розмивають. Пульпу трубопроводами передають на збагач. фабрики для відділення глинистих хвостів на грохотах і в гідроциклонах і збагачення фосфоритів флотацією і кальцинуючим випаленням. У Півн. Флориді і Півн. Кароліні випробувано спосіб свердловинного гідровидобутку, що більш економічний, ніж відкриті розробки, при потужності покриваючих порід понад 30—45 м. Фосфорит відкритим способом добувають і у фосфоритоносній провінції Скелястих гір в Зах. штатах. США є найбільшим у світі продуцентом фосфорного концентрату, на їх частку припадає 30—35 % його світового виробництва. Водночас США є найбільшим у світі продуцентом і одночасно експортером фосфорних добрив, на чию частку припадає понад 70 % світового продажу добрива, найбільший попит має діаммофос.
У 1990—2000 рр. в США відбувся процес створення вертикально інтеґрованих комплексів, що працюють у гірничохімічній галузі. Зокрема, найбільша у світі компанія IMC-Agrico зосередила в своїх руках всі стадії переробки фосфатів і має в своєму розпорядженні запаси і виробництво калійних і азотних добрив, тобто має всі необхідні компоненти для виробництва будь-яких видів добрив. Її приклад наслідували і інші компанії з США і Канади. До 1998 р. велика частина фосфатної промисловості США зосередилася в руках декількох вертикально інтеґрованих об'єднань. Серед найбільших з них IMC Global Inc., Potash Corporation of Saskatchewan Inc. (PCS Inc.), Mulberry Corporation, Agrifos L.L.C., Monsanto Corporation і Solutia Inc, CF Industries Inc., Simplot-Farmland Industries Ltd.Co. (SF Industries) та інш. На межі ХХ—XXI ст. практично весь видобуток фосфатів у США контролюється компаніями-переробниками; 16 із 20 заводів фосфорної кислоти, що належать їм працюють на сировині, що добувається на їх же рудниках. Ситуація на ринку фосфатів для продуцентів США на початку XXI ст. є несприятливою. Найбільші експортери продукції — Китай, Індія, Австралія — активно розвивають свої підгалузі, в рамках яких частина північноамериканських компаній вже активно діє.

#### Калійна та кам'яна сіль
У видобутку калійних солей частка США серед зах. країн становила наприкінці XX ст. бл. 10 %. Основна сировинна база і район видобутку — Делаверський калієносний басейн в штатах Нью-Мексико і Техас, а також родов. Кейн-Крік в соленосному бас. Парадокс в шт. Юта. Джерелом калійних солей в США є також ропа соляних озер. Природний сульфат натрію і комплекс інш. солей (сульфат калію, хлориди магнію, літію, брому, натрію, а також борати) добувають з ропи соляних озер: Великого Солоного оз. (шт. Юта), оз. Сьорлс і інш.
За оцінкою Геологічної служби США в 2000 р. (в дужках дані за 1999 р.) в США видобуто 1,3(1,3) млн т калійних солей в перерахунку на K[2]О (6-те місце після Канади, Бєларусі, Росії, ФРН, Ізраїлю), у світі за той же час — 25,552(25,239) млн т.
У 2000 р. виробництво товарної кам'яної солі в США становило 41 млн дол., в натуральних одиницях — 11,36 тис. т. [Mining Eng. (USA). — 2001. — 53, № 5. — Р. 38—40].

#### Природна сода
США виробляють бл. 90 % світової продукції природної соди, розробляючи родов. трони. У шт. Вайомінг на найбільшому підземному руднику «Ґрін-Рівер» добувають понад 3 млн т руди з пластових покладів трони з ґалітом, розташованих на глиб. 130—1200 м.
У 2000 р. споживання кальцинованої соди у США становило 9,2 млн т [Mining Eng. (USA). — 2001. — 53, № 5. — Р. 38—40].

#### Борати
Видобуток боратів в США наприкінці XX ст. становить понад 40 % загального в західному світі. Найбільші родов. розташовані на зах. країни в шт. Каліфорнія, в центрі пустелі Мохаве (Креймер, Каліко-Даггетт), в Долині Смерті (Ферніс-Крік) і в шт. Невада. Найбільший у світі рудник «Борін» (родов. Креймер), розробляє відкритим способом пластовий поклад потужністю 30—60 м керніту, бури, улекситу. Руди збагачують. У 2000 р. споживання у США борних мінералів становило понад 1 млн т [Mining Eng. (USA). — 2001. — 53, № 5. — Р. 38—40].

#### Саморідна сірка
За видобутком самородної сірки США займають провідне місце серед країн світу. Головний район видобутку — Техас-Луїзіанський і Зах.-Техаський сірконосні басейни, що входять до сірконосну провінцію Мексиканської затоки. Тут розташовано понад 40 великих родов. сірки, пов'язаних з соляними куполами які експлуатують методом Фраша (підземна виплавка). Глибина залягання сірконосних тіл 7—800 м, потужність до 150 м, у середньому 30—35 м, вміст S у руді 20—25 %. Вилучення 40—60 %. Наприкінці XX ст. зростало виробництво відновленої (реґенерованої) сірки з сірчистих природних горючих газів (штати Вайомінг, Юта, Монтана і інш.), а також з металургійних газів, нафти, кам. вугілля.
Grand Isle — підприємство в США з видобутку сірки у штаті Луїзіана.

#### Барит
За видобутком бариту теж США займають провідне місце в зах. світі. Основний район розробки родов. бариту в США — шт. Невада. Найбільший рудник «Грейстоун». Численні дрібніші родов. жильного і залишкового типу розробляють в штатах Арканзас, Теннессі, Каліфорнія, Міссурі, Джорджія і інш.

#### Флюорит
Видобуток флюориту ведеться в невеликих масштабах. Він сконцентрований на родов. Кейв-ін-Рок в шт. Іллінойс. Понад 90 % флюориту США імпортують, в основному з Мексики.

#### Бром, йод
США — один з провідних виробників і експортерів брому в зах. світі (бл. 2/3). Джерелом отримання брому, крім розсолів соляних озер, є пластові води нафтогазоносних районів. Вони ж є також джерелом отримання йоду, проте його виробництво в США порівняно невелике. Країна є великим імпортером йоду.

### Видобуток нерудної індустріальної сировини
У США ведеться розробка покладів багатьох видів нерудної індустріальної сировини: азбесту, вермікуліту, воластоніту, графіту, гіпсу, глин, діатоміту, каоліну, кіаніту, перліту, польового шпату, слюд, тальку та ін. Видобуток азбесту (штати Каліфорнія і Вермонт) скорочується. За видобутком вермікуліту США займає провідне місце в зах. світі. Його видобувають у шт. Півд. Кароліна, Вірджинія, Монтана. Розробка ведеться відкритим способом. Наприкінці XX ст. переробляють сировину на 43 підприємствах в 29 штатах. США є найбільшим продуцентом і споживачем воластоніту серед країн Заходу. Відкритим способом розробляють родов. в горах Адірондак поблизу Уїлсборо (запаси 5,4 млн т., шт. Нью-Йорк), родов. Гавернур поблизу Гаррісвілла (шт. Нью-Йорк). Видобуток аморфного графіту ведеться на кар'єрі поблизу Таунсенда (шт. Монтана), на родов. в бас. Наррагансетт в Портсмуті (шт. Род-Айленд). Родов. містить 24 пласти графітової руди потужністю 2—12 м. Родовища лускатого графіту відомі в штаті Алабама, проте цей вид графіту імпортується, переважно з Мадагаскару. США — один з найбільших продуцентів гіпсу. Гіпсовий камінь добувається в осн. відкритим способом в штатах Техас, Айова, Оклахома, Каліфорнія, Мічиган та Індіана. Видобуток вогнетривкої глини ведеться в 17 штатах на бл. 140 підприємствах. У штатах Міссурі, Огайо, Зах. Вірджинія, Алабама, Пенсильванія і Техас видобувають бл. 90 % всієї продукції.
Унікальне родов. глини Енністон (шт. Алабама) розробляє фірма «Donoho Clay Co». Видобуток відбілювальної глини (фулерової землі) наприкінці XX ст. здійснювали бл. 30 підприємств у 12 штатах. У штатах Джорджія і Флорида видобувається бл. 60 % всього обсягу продукції. США — провідний продуцент діатоміту в зах. світі (у 1990-х рр. — бл. 45 %), видобуток і переробка якого зосереджена в штатах Каліфорнія, Невада, Вашингтон і Орегон. Каолін видобувають г.ч. в шт. Джорджія (понад 80 %), у Південній Кароліні і інш. районах. Високосортний каолін отримують на високоградієнтних магнітних сепараторах. Розробка покладів кіаніту ведеться кар'єрами в окрузі Бакінґем, штат Вірджинія; на кар'єрі «Грейвс-Маунтін», округ Лінкольн, шт. Джорджія. Крім того, в штатах Алабама, Джорджія, Кентуккі, Нью-Йорк та Пенсильванія випускають синтетичний муліт. США займають провідне місце у світі з виробництва перліту (бл. 30 % загального випуску країн Заходу). Видобуток його ведеться у 7 Західних штатах. В горах Сангре-де-Крісто (шт. Нью-Мексико) кар'єром «Но-Агуа» розробляють найбільше у світі родов. перліту. З видобутку польового шпату США теж займають одне з чільних місць у світі (разом з Італією). Осн. райони розробки: штати Півн. Кароліна, Коннектикут і Джорджія, що забезпечують до 90 % обсягу виробництва. Обсяги видобутку листової слюди в США в 90-х рр. XX ст. скорочувалися. Попит на неї задовольнявся імпортом з Індії. Слюду видобувають в штатах Півн. Кароліна (бл. 50 %), Нью-Гемпшир, Півд. і Півн. Дакота, Коннектикут, Джорджія, Нью-Мексико, Пенсильванія, Півд. Кароліна. Основну сировину для меленої слюди отримують з слюдистих сланців і продуктів збагачення каоліну та польового шпату. Бл. 90 % меленої слюди одержують сухим способом, що включає дроблення породи, грохочення, збагачення в повітряних сепараторах. США займають 1-ше місце в зах. світі з виробництва тальку (шт. Каліфорнія, Монтана, Техас, Вермонт, шт. Нью-Йорк та ін.). Тальк добувають на кар'єрах і шахтах понад 25 гірничодоб. підприємств 11 штатів. Збагачення включає помел руди, повітряну сепарацію і флотацію.

#### Видобуток нерудних будівельних матеріалів
Наприкінці XX ст. в країні діяло близько 13 250 кар'єрів, з них 51 % піщано-гравійних, 34 % вапнякових, доломітових або гранітних. Провідним у випуску бентонітових глин (67 %) є шт. Вайомінг. Крім того, їх виготовляють у штатах Міссіссіпі, Монтана, Каліфорнія та інших. Осн. центр видобутку білих глин — шт. Теннессі (68 %). Видобуток пластичних глин і глинистих сланців ведеться на сотнях підприємств. Основні виробники: штати Техас, Півн. Кароліна, Каліфорнія, Алабама, Огайо. Для облицювальних м-лів з природного каменя використовують граніт, вапняк, пісковик, сланці, мармур. Облицювальні матеріали видобувають понад 200 фірм на 300 кар'єрах в 39 штатах. Провідна роль належить штатам Джорджія, Індіана і Вермонт. У видобутку граніту лідирують Джорджія, Вермонт і Півн. Кароліна. У шт. Джорджія, в околицях м. Елбертон (Аппалачі), розташоване найбільше у світі однойменне родовище Елбертон сіро-блакитних гранітів, що розробляється на блоковий камінь з 1889. При видобутку блоків граніту використовують буровий або термічні методи. До найбільших гранітних кар'єрів у США належить також кар'єр «Барре», розташований в шт. Вермонт. Тут добувають середньозернистий граніт світло-сірого кольору. Облицювальні і стенові м-ли з вапняку виготовляють 45 фірм на 57 кар'єрах в 16 штатах. Лідирують штати Індіана і Вісконсин. Облицювальний матеріал з пісковика видобувають 56 фірм на 72 кар'єрах в 22 штатах. Лідирують штати Огайо, Пенсильванія і Нью-Йорк. Облицювальний матеріал зі сланців добувають 22 фірми на 33 кар'єрах в 6 штатах. 67 % його випускається в шт. Вермонт і Вірджинія. Облицювальний матеріал з мармуру видобувають 9 фірм на 12 кар'єрах в 8 штатах. У 3-х штатах (Джорджія, Вермонт і Айдахо) випускається бл. 75 % продукції.
У США ведеться видобуток пемзи і інш. вулканічних г.п. У штатах Каліфорнія, Айдахо, Нью-Мексико і Орегон видобувають 97 % всього обсягу цих к.к. Родов. розробляють відкритим способом за допомогою вибухових робіт. Осн. виробники будів. піску і гравію в США — штати Каліфорнія, Техас, Аляска, Огайо і Міннесота (38 %). Випуск пром. піску і гравію зосереджений в штатах Іллінойс, Массачусетс, Нью-Джерсі, Каліфорнія, Техас (52 %). Обсяг виробн. буд. щебеню в США в другій половині XX ст. 850—1000 млн т/рік. Виробляють його в осн. з вапняку і доломіту (69,8 %), граніту (13,5 %), туфу (8,6 %).
У 2000 р. обсяг видобутку нерудної мінеральної сировини і виробництва продукції її переробки в США становив 3,1 Гт на суму 33,5 млрд дол. В цій галузі діяло 11 тис. гірничих, збагачувальних і переробних підприємства 6400 компаній. Видобуток буд. мінеральної сировини і виробництво буд. матеріалів на основі її переробки (в дужках у вартісному вираженні, млн дол.) у 2000 р. склали (в млн т): цементу 91 (7200); звичайних глин 23,6 (156); гіпсу 24,5 (175); буд. пісків і гравію 1170 (5700); щебеню 1590 (8700); інших 21 (424); всього 2920 (22400). [Mining Eng. (USA). — 2001. — 53, № 6. — Р. 17—19]. У 2000 р. споживання вапна у США становило 18,2 млн т. [Mining Eng. (USA). — 2001. — 53, № 5. — Р. 38—40].

### Інші корисні копалини
У 2000 р. виробництво в США мінеральної сировини і продукції сільськогосподарського призначення (млн дол. та тис. т): у всіх формах — 12,0 (2720); торфу 0,7 (19,7); фосфоритів 39,7 (1000); поташу в перерахунку на K[2]О 1,3 (300); S у всіх формах 11,4 (320); всього 65,1 (4360)[Mining Eng. (USA). — 2001. — 53, № 6. — Р. 17—19].
У 2000 р. споживання у США сполук Mg становило 363 тис. т, рідкісних земель 4,5 тис. т. [Mining Eng. (USA). — 2001. — 53, № 5. — Р. 38—40].

### Імпорт мінеральної сировини
Імпорт мінеральної сировини на межі ХХ—XXI ст. у США становив: арсен (бл. 100 % з Китаю, Чилі, Мексики), азбест (бл. 100 % з Канади), боксити і глинозем (бл. 100 % з Австралії, Ґвінеї, Ямайки, Бразилії), ніобій в складі колумбіту (бл. 100 % з Бразилії, Канади, Німеччини, Росії), флюорит (бл. 100 % з Китаю, ПАР, Мексики), графіт (бл. 100 % з Китаю, Мексики, Канади, Бразилії), марганець (бл. 100 % з ПАР, Ґабону, Австралії, Мексики), слюда листова (бл. 100 % з Індії, Бельгії, Німеччини, Китаю), кристалічний кварц (бл. 100 % з Бразилії, Німеччини, Мадагаскару), стронцій (бл. 100 % з Мексики, Німеччини), талій (бл. 100 % з Бельгії, Канади, Німеччини, Великої Британії, Франції), торій (бл. 100 % з Франції, Канади, Японії, Сінгапуру), ванадій (бл. 100 % з Канади, ПАР, Китаю, Австрії), ітрій (бл. 100 % з Китаю, Японії, Великої Британії, Німеччини), коштовні камені (бл. 99 % з Ізраїлю, Бельгії, Індії), бісмут (бл. 95 % з Бельгії, Мексики, Великої Британії, Китаю), індій (бл. 95 % з Канади, Китаю, Росії, Франції), олово (бл. 88 % з Китаю, Перу, Індонезії, Бразилії, Болівії), барит (бл. 87 % з Китаю, Індії, Канади, Мексики), паладій (бл. 87 % з Росії, ПАР, Бельгії, Великої Британії), стибій (бл. 86 % з Китаю, Мексики, ПАР, Бельгії, Болівії), природні алмази (бл. 83 % з Великої Британії, Швейцарії, Ірландії, Бельгії), поташ (бл. 80 % з Канади, Росії, Білорусі), виробні камені (бл. 80 % з Італії, Бразилії, Канади, Індії), тантал (бл. 80 % з Австралії, Китаю, Таїланду, Японії), хром (бл. 78 % з ПАР, Казахстану, Росії, Туреччини, Зімбабве), кобальт (бл. 78 % з Фінляндії, Норвегії, Канади, Росії), йод (бл. 72 % з Чилі, Японії, Росії), титанові концентрати (бл. 72 % з ПАР, Австралії, Канади, України), реній (бл. 71 % з Чилі, Казахстану, Німеччини, Росії), рідкісні землі (бл. 68 % з Китаю, Франції, Японії, Великої Британії), платина (бл. 66 % з ПАР, Великої Британії, Німеччини, Росії), цинк (бл. 60 % з Канади, Мексики, Перу), вольфрам (бл. 59 % з Китаю, Росії, Німеччини, Португалії), титан губчатий (бл. 58 % з Росії, Японії, Казахстану), нікель (бл. 56 % з Канади, Норвегії, Росії, Австралії), торф (бл. 50 % з Канади), магній металічний (бл. 44 % з Канади, Китаю, Росії, Ізраїлю), срібло (бл. 44 % з Мексики, Канади, Перу, Великої Британії), кремній (бл. 42 % з Норвегії, ПАР, Росії, Канади), берилій (бл. 39 % з Росії, Канади, Німеччини, Казахстан), сполуки магнію (бл. 39 % з Китаю, Канади, Австралії, Австрії), алюміній (бл. 35 % з Канади, Росії, Венесуели, Мексики), пемза (бл. 35 % з Греції, Італії, Туреччини), алмазний пісок (бл. 33 % з Ірландії, Китаю, Росії), мідь (бл. 31 % з Канади, Чилі, Пері, Мексики), нітрат амонію (бл. 29 % з Тринідаду, Тобаго, Канади, Мексики), вермікуліт (бл. 27 % з ПАР, Китаю), гіпс (бл. 25 % з Канади, Мексики, Іспанії), цемент (бл. 21 % з Канади, Таїланду, Китаю, Венесуели, Греції), гранат індустріальний (бл. 20 % з Австралії, Індії, Китаю), свинець (бл. 20 % з Канади, Мексики, Австралії, Перу), перліт (бл. 18 % з Греції), сіль (бл. 17 % з Канади, Чилі, Мексики, Багамських о-вів), залізо і сталь (бл. 15 % з країн ЄС, Канади, Японії, Мексики), залізна руда (бл. 15 % з Канади, Бразилії, Венесуели, Австралії), сірка (бл. 12 % з Канади, Мексики, Венесуели), бром (бл. 5 % з Ізраїлю, Великої Британії, Бельгії, Нідерландів), кадмій (бл. 3 % з Канади, Австралії, Бельгії, Німеччини), фосфатні руди (бл. 2 % з Марокко).

### Охорона довкілля
Основні природоохоронні проблеми в США виникають при відкритих розробках к.к., а також при видобутку нафти і газу, особливо на шельфі. Діючі кар'єри займають площу бл. 4,5 тис. км². Відпрацьовані кар'єри розташувалися на пл. бл. 23 тис. км², що становить 0,4 % території США. Райони, де найбільше позначається вплив гірничодобувних підприємств на навколишнє середовище: півд. Аппалачі (штати Зах. Вірджинія, Кентуккі, Алабама), шт. Пенсильванія, Огайо, Нью-Йорк, Іллінойс, Півн. Дакота, Арканзас, Монтана, Міннесота, Флорида, Аризона, Нью-Мексико, Техас, Оклахома, Каліфорнія. У США федеральним законом заборонено залишати вироблені простори кар'єрів без рекультивації. Федеральний контроль за станом навколишнього середовища і проведенням природоохоронних заходів здійснюють Рада за якістю навколишнього середовища при президентові, Агентство з охорони навколишнього середовища, Адміністративно-бюджетне управління (що відає фінансуванням програм з охорони навколишнього середовища) і Мін-во внутр. справ, що відповідає за використання мінеральних ресурсів. Крім того, значна частина цих питань є компетенцією відповідних органів окр. штатів. Контроль здійснюється шляхом встановлення стандартних показників якості довкілля. У разі їх порушень з гірн. підприємств стягаються штрафи або застосовуються інші заходи.

## Гірниче машинобудування
Гірниче машинобудування належить до розвинених галузей. У США працює понад 250 спеціалізованих гірничо-машинобудівних компаній, які в свою чергу співпрацюють з понад 1000 компаніями-поставниками обладнання і комплектуючих. Частина компаній входить у великі пром. корпорації (наприклад, «Dravo», «Dresser» і інш.). Бл. 10 % амер. гірн. обладнання експортується, г.ч. в Канаду, ПАР, Австралію і інш.

## Наукові установи. Гірничо-геологічна служба
Осн. наук. дослідження в галузі гірн. справи в США проводяться під керівництвом і при координації Гірничого бюро США (US Bureau of Mines) Мін-ва внутр. справ США. Гол. задачі бюро: оцінка запасів мінеральних ресурсів країни і прогноз темпів видобутку твердих к.к., стимулювання і координація розвитку і вдосконалення перспективних напрямів технології і техніки для розвідки, видобутку, збагачення і переробки к.к., охорони довкілля, здоров'я гірників і техніки безпеки в гірн. промисловості. Гірниче бюро має регіональні відділення і мережу наук. центрів у багатьох штатах країни, в тому числі на базі більш ніж 10 університетів, що забезпечують гірн. освіту. Крім того, питання техніки безпеки і охорони здоров'я гірників є також компетенцією Федерального мін-ва праці. Наук. дослідженнями з питань енергетики всіх видів палив займається Мін-во енергетики. Осн. наук. центри Гірн. бюро діють у Пітсбурзі, Туін-Сітіс, Денвері, Спокане (гірн. справа); Коледж-Парку, Туін-Ситіс, Ролле, Солт-Лейк-Сіті, Ріно, Олбані, Боулдер-Сіті (металургія і збагачення руд); Пітсбурзі (техніка безпеки і охорона праці). Є також відділення: статистики і економіч. аналізу твердих к.к. у Вашингтоні; системного аналізу — в Денвері; розвитку техніки і технології підводного видобутку к.к. — в Тібуроні; видобутку руд чорних і кольорових металів і нерудних матеріалів — в Арлінґтоні; охорони природи — в Таскалусі та інш. Розвідка к.к. в берегових, шельфових зонах і внутр. водоймищах країни координується Мін-вом торгівлі. Дослідження і розвиток нових методів видобутку, збагачення і переробки вугілля, координацію програм розвідки федеральних резервів, геол. дослідження здійснює Мін-во внутр. справ.

## Гірничі і геологічні організації, асоціації і товариства США
Амер. гірн. конгрес (1898); Філадельфійська академія природничих наук (1812); Амер. асоціація заліза і сталі (1886); Амер. асоціація геологів (1908); Амер. асоціація геологів-нафтовиків (1917); Нац. вугільна асоціація (1917); Амер. газова асоціація (1918); Товариство гірн. інженерів (1871); Амер. геол. товариство (1888); Амер. товариство наук про землю (1936); Амер. мінералогічне товариство (1916); Амер. товариство експортерів вугілля (1945); Амер. інститут вугільної промисловості (1887); Амер. інститут нафти (1919); Амер. геол. інститут (1948); Амер. інститут проф. геологів (1963); Амер. геофіз. союз (1919).

## Підготовка кадрів для гірничої промисловості
Підготовка кадрів для гірн. промисловості ведеться: на факультетах університетів: Кентуккського (Лексінґтон; 1865); Іллінойського (Урбана-Шампейн; 1867); Університету шт. Огайо (Колумбус; 1870); Каліфорнійського (Берклі; 1982); Пенсильванського (Юнівьосіті-Парк; 1890); Гірничому університеті шт. Вашингтон (Пуллмен; 1892); Гірничо-будівельному університеті шт. Міннесота (Міннеаполіс; 1892); Гірничо-геологічному університеті шт. Юта (Солт-Лейк-Сіті; 1895); Гірничому університеті шт. Айдахо (Москоу; 1917); Університеті гірн. справи і металургії шт. Аляска (Фербенкс;1917); Гірничому університеті шт. Вісконсин (Платвілл; 1926); Пітсбургському університеті (1974), а також в ряді інститутів: Політехнічному шт. Вірджинія (Блекберд; 1880); Мічиганському технол. інституті (Хотон; 1885); Технол. інституті шт. Джорджія (Атланта; 1888); Гірничо-металургійному інституті шт. Нью-Мексико (Сокорро; 1898); у спеціальних школах і коледжах університетів.

## Друк. Осн. періодичні видання в галузі гірн. справи і геології
«Engineering and Mining Journal» (з 1866), «The Mining Record» (з 1889), «Mining and Metallurgical Society of America. Proceedings» (з 1908), «The Mines Magazine» (з 1910), «Coal Age» (з 1911), «Mining Engineering» (з 1949), «Mining and Metallurgy» (з 1905), «American Mining Congress Journal» (з 1915), «Bulletin of the American Institute of Mining Engineers» (з 1899), «Coal Heat» (з 1919), «Pit and Quarry» (з 1916), «Rock Products» (з 1897), «Mining and Industrial News» (з 1933), «Coal Technology» (з 1946), «Coal Mine Modernisation» (з 1928), «World Mining International» (з 1948), «The Mining and Natural Resources Record» (з 1949), «Mining Engineering» (з 1949), «The Surface Miner» (з 1971), «Magazine of Mining Health and Safety» (з 1975), «World Coal» (з 1975), «Marine Mining» (з 1977) і інш.